# Жарково
Жарково је насеље Београда. Налази се у општини Чукарица. У Жарково спадају Старо Жарково, Беле воде, Јулино брдо, Филмски град, Репиште, и већи део Макиша.

## Локација и становништво
Жарково се налази у југозападном делу Београда. На северу се граничи са Бановим Брдом и Чукаричком падином, на истоку са Кошутњаком и Видиковцем, на западу са Макишом и на југу са Железником.
Основна школа која носи назив Љуба Ненадовић је једна од најстаријих школа у Србији. Остале основне школе које се налазе на територији Жаркова носе имена по Ђорђу Крстићу, Мирославу Антићу, Уједињеним нацијама и Милошу Црњанском. Као споменици културе заштићени су Стара школа у Жаркову, храм Св. Вазнесења господњег и Зграда Основне школе „Љуба Ненадовић“ у Жаркову.
Жарковачко гробље, које се налази на Белим водама, најстарије је гробље на територији данашње ГО Чукарица.
Део Жаркова, насеље Филмски град је добило име по Авала филму, једној од највећих филмских компанија на простору бивше Југославије, које је ту смештено. Године 2005. је основана нова телевизијска и филмска компанија Кошутњак филм.
Зграда старе школа Жарково која је изграђена 1840. године је током 2021. и 2022. године на иницијативу добротвора продуцента Зорана Јанковића и привредника Милоша Спасеновића реконструисана у сарадњи са Општином Чукарицом и Музејом града Београда. Данас је то Завичајни музеј Жаркова у саставу Музеја града Београда као један од 18 музеја.
У насељу Беле Воде се налази црква Светог Вазнесења Господњег, коју су мештани Жаркова изградили 1938. године. Темељи су освећени 20. септембра 1936, патријарх Гаврило ју је осветио 15. маја 1938.
Овде се налази археолошко налазиште Ледине.

## Мит и име
Постоји мит о томе како је Жарково добило име. Наиме, некада давно на подручју данашњег Жаркова живео је змај који је чинио зла по селу. Његов власник је била баба Јула, по којој је име добило Јулино брдо. Једног дана страшној аждаји се супротставио витез Жарко, који је покорио неман и по своме спасиоцу је наводно ово место добило назив Жарково. Место на којем је пала глава змаја добило је име Змајевац, где је пао реп Репиште, а где је отекла крв Беле Воде.
Ипак ово предање нема историјске темеље, а познато је да је тадашње село добило име по промићуру Жарку, који се помиње у турским пореским дефтерима из 1523. године. Будући да порески чиновници на Порти нису знали име баштине, којом је управљао промићур Жарко, лакше им је било да запамте „Жарково село“. Име се задржало до данас, али је преживело и бајковито предање о витезу Жарку и змају.

## Историја
Остаци великог неолитског насеља из периода винчанске културе налазе се на Белим водама. Први пут назив Жарково се појављује у XVI веку, док је пре тога село било познато као Бело врело (Беле воде). Сеоска земља је била подељена у три "потеса", у прва два власници су морали сејати само жито одн. кукуруз или неки други усев који доспева кад и кукуруз, трећи је био Макиш, са слободним сејањем. Тада је Жарково било посебна општина и спојена је са општином Чукарица 1958. године. До самог краја `70-их година Жарково је предграђе Београда.
Жарково је напрасно почело да се насељава почетком 90-их година, због ратних дешавања у земљи. Населили су се људи из Хрватске и Босне и Херцеговине. Има и понека породица из Македоније. 1999. године Жарково насељава велики број Срба са Косова, који су напустили своје домове због ратних збивања, највише изражених у том делу тадашње СРЈ. Ипак, у Жаркову су се још увек одржали и староседеоци који су се ту населили још у време велике сеобе Срба.

## Војнотехнички институт
Одлуком тадашњег председника и врховног војног команданта Јосипа Броза Тита 1948. године је на подручју данашњег насеља Беле Воде основан Ваздухопловнотехнички институт Југословенске народне армије, научноистраживачка и развојна институција у домену ваздухопловних технологија. Званично име му је било „ВТИ Жарково". У институту су реализовани пројекти великог броја авиона и летелица разних намена, као и осталих средстава наоружања и војне опреме. Та делатност се одвијала у домену аеродинамике, чврстоће структуре, симулације лета и борбе авиона, одређивања квалитета и стандарда горива и мазива, оптимизације грејања и проветравања кабине, интеграције опреме авиона итд. Коришћени су и данас постоје аеротунели, објекти експерименталне аеродинамике.
Након распада СФРЈ и расформирања ЈНА, укинут је Ваздухопловнотехнички институт кроз асимилацију у Војнотехнички институт копнене војске и данас носи назив Војнотехнички институт Војске Србије. Саставни је део министарства одбране Републике Србије, кредитован је од стране министарства просвете, науке и технолошког развоја и интегрални је део Универзитета одбране у Београду. Институт располаже са 22 лабораторије, а примарна делатност представља истраживање и развој у области одбрамбених технологија. У Војнотехничком институту се сваке године одржава међународни научно-стручни скуп из области одбрамбених технологија под називом „ОТЕХ".

## Фудбалски клуб
ФК Жарково, чији се терен налази на Белим водама такмичи се у Првој лиги Србије. Основан је 1925. године. Био је више пута првак Београда и побеђивао велике тимове, а познат је по ривалству са ФК Чукаричким.

## Слотеру Ниче, Жарково ти кличе!
Последњих године Жарково је постало познато по легендарном графиту „Слотеру Ниче, Жарково ти кличе!", посвећен Нику Слотеру главном лику из серије Тропска врелина.

## Жарково, прича која траје
Због занимљиве историје насеља, филмски редитељ и продуцент Зоран Јанковић је 2009. године снимио документарни филм о Жаркову. Највише пажње у филму су привукли успешни спортисти који су потекли из спортских клубова на простору Жаркова.